# Toyota Mark X ZiO
Der Toyota Mark X ZiO (Zone in One) ist ein seit 2007 für den Heimatmarkt gebauter Van des japanischen Automobilherstellers Toyota, vergleichbar mit dem Mazda CX-7.
Angeboten wird der Mark X ZiO wahlweise mit einem 2,4-Liter-Vierzylindermotor (120 kW/163 PS, auch mit Allradantrieb) oder einem 3,5-Liter-V6 (206 kW/280 PS). Der kleinere Motor ist serienmäßig mit einem stufenlosen CVT-Automatikgetriebe gekoppelt, der V6 mit einer Sechsgangautomatik. Der knapp 4700 mm lange Wagen ist als Fünf- oder Viersitzer ausgelegt, gegen Mehrpreis ist eine dritte Sitzbank erhältlich, die weiteren zwei Personen Raum bietet.
| Toyota Mark X Zio                      | 240                                                      | 350                                          |
| -------------------------------------- | -------------------------------------------------------- | -------------------------------------------- |
| Motor:                                 | 4-Zylinder-Reihenmotor (Viertakt)                        | 6-Zylinder-V-Motor (Viertakt)                |
| Motortyp:                              | 2AZ–FE                                                   | 2GR–FE                                       |
| Hubraum:                               | 2362 cm³                                                 | 3456 cm³                                     |
| Bohrung × Hub:                         | 88,5 × 96 mm                                             | 94 × 83 mm                                   |
| Leistung bei 1/min:                    | 120 kW (163 PS) bei 6000                                 | 206 kW (280 PS) bei 6200                     |
| Max. Drehmoment bei 1/min:             | 222 Nm bei 4000                                          | 344 Nm bei 4700                              |
| Verdichtung:                           | 9,8:1                                                    | 10,8:1                                       |
| Gemischaufbereitung:                   | Elektronische Einspritzung                               | Elektronische Einspritzung                   |
| Ventilsteuerung:                       | DOHC, 4 Ventile pro Zylinder                             | DOHC, 4 Ventile pro Zylinder                 |
| Kühlung:                               | Wasserkühlung                                            | Wasserkühlung                                |
| Kraftübertragung:                      | Stufenlose CVT-Automatik Frontantrieb a.W. Allradantrieb | Sechsgangautomatik Frontantrieb              |
| Radaufhängung vorn:                    |                                                          |                                              |
| Radaufhängung hinten:                  |                                                          |                                              |
| Bremsen:                               | Scheibenbremsen rundum, Bremskraftverstärker             | Scheibenbremsen rundum, Bremskraftverstärker |
| Lenkung:                               | Zahnstangenlenkung, servounterstützt                     | Zahnstangenlenkung, servounterstützt         |
| Karosserie:                            | Stahlblech, selbsttragend                                | Stahlblech, selbsttragend                    |
| Spurweite vorn/hinten:                 | 1535/1530 mm                                             | 1535/1530 mm                                 |
| Radstand:                              | 2780 mm                                                  | 2780 mm                                      |
| Abmessungen:                           | 4695 × 1785 × 1550 mm                                    | 4695 × 1785 × 1550 mm                        |
| Leergewicht:                           | 1570–1630 kg                                             | 1660 kg                                      |
| Höchstgeschwindigkeit:                 | nicht angegeben                                          | nicht angegeben                              |
| 0–100 km/h:                            | nicht angegeben                                          | nicht angegeben                              |
| Verbrauch (Liter/100 km, jap. Zyklus): | 7,8–8,3                                                  | 9,8                                          |
| Preis:                                 | ¥ 2,56–2,99 Mio. (02/08) entspricht € 16.000–19.000      | ¥ 3,33 Mio. (02/08) entspricht € 21.000      |